# Quartiere lombardo
Il Quartiere lombardo è un rione della III Circoscrizione del comune di Messina, distante circa 3 km a sud dal centro cittadino. Il suo territorio confina a sud col rione Provinciale, a nord col viale Europa, a est con il viale San Martino che lo separa dal Quartiere americano e ad ovest col quartiere Camaro.

## Storia
Il Quartiere lombardo deve il suo nome al fatto che, dopo che la città di Messina fu rasa al suolo dal terremoto del 1908, questa zona della città venne ricostruita con soldi donati da cittadini della regione Lombardia. Numerose vie al suo interno hanno infatti il nome di città lombarde (via Milano, via Brescia ecc...).

## Letteratura
“Il Quartiere Lombardo fu la grata/dietro la quale/era rinchiuso il mondo. Case senza radici/e senza storia/piccoli cubi di lardo salato/salso di mare/vento africano…”
Questi versi furono scritti dal giornalista e poeta Giuseppe Longo che nel Quartiere lombardo aveva vissuto l'infanzia.

### Luoghi di culto
- Chiesa parrocchiale Don Orione;
- Istituto Don Bosco;

## Infrastrutture e trasporti
- Piscina comunale "Graziella Campagna"
- Campo di atletica "Salvatore Santamaria" (ex-gil)

Il quartiere è lambito dalla linea tramviaria di Messina sul viale San Martino.